# Chisocheton tomentosus
Chisocheton tomentosus là một loài thực vật có hoa trong họ Meliaceae. Loài này được (Roxb.) Mabb. mô tả khoa học đầu tiên năm 1979.